# Panini
Pāṇini (sansk. पाणिनि) (različito datiran između fl. 4. veka pne; i „6. do 5. veka pne”) bio je drevni sanskrtski filolog, gramatičar, i poštovani učenjak u drevnoj Indiji. On je smatran „ocem lingvistike”, nakon otkrića i objavljivanja Paninijevih radova od strane evropskih naučnika u devetnaestom veku. Njegov uticaj na aspekte razvoja savremenih lingvista široko je prepoznat u struci; njegova gramatika bila je uticajna na utemeljivačke naučnike kao što su Ferdinand de Sosir i Leonard Blumfild. Panini je verovatno živeo u Šalatuli u drevnoj Gandari na severozapadnom delu Indijskog potkontinenta, za vreme Mahadžanapada.
Panini je poznat po svom tekstu Astadkiaji, traktatu o sanskrtskoj gramatici u stilu sutre, 3.959 „stihova” ili pravila o lingvistici, sintaksi i semantici u „osam poglavlja”, što je fundamentalni tekst Vjakaranskog ogranka Vedange, pomoćne naučne discipline vedskog perioda. Njegov aforistički tekst privukao je brojne bašije (komentare), od kojih je Patandžalijeva Mahabašija najpoznatiji u hinduističkim tradicijama. Njegove ideje su uticale i privukle komentare naučnika drugih indijskih religija, poput budizma.
Paninijeva analiza imenskih složenica i dalje predstavlja osnovu savremenih ligvističkih teorija o složenosti u indijskim jezicima. Paninijeva sveobuhvatna i naučna teorija gramatike konvencionalno se uzima kao početak klasičnog sanskrta. Njegov sistematski traktat je inspirisao i učinio sanskrit najistaknutijim indijskim jezikom učenosti i književnosti tokom dva milenijuma.
Paninijeva teorija morfološke analize bila je naprednija od bilo koje ekvivalentne zapadne teorije pre 20. veka. Njegova studija je generativna i deskriptivna, koristi metajezike i meta-pravila, i bila je upoređivana sa Tjuringovom mašinom u kojoj je logička struktura bilo kojeg računarskog uređaja svedena na suštinske vrednosti pomoću idealizovanog matematičkog modela.
Ime Panini je patronim, sa značenjem potomak Panina. Njegovo puno ime bilo je „Daksiputra Panini”, sudeći po stihovima 1.75.13 i 3.251.12 Patandžalijeve Mahabašje, pri čemu je prvi deo sugerisao da je ime njegove majke bilo Daksi.

## Napomene
1. ↑  According to George Cardonna, the tradition believes that Pāṇini came from Salatura in northwest part of the Indian subcontinent.[4] This is likely to be ancient Gandhara.[7]

1. 1 2 3  The Editors of Encyclopaedia Britannica (2013). Ashtadhyayi, Work by Panini. Encyclopædia Britannica. Приступљено 23. 10. 2017.

## Literatura
- Bhate, S. and Kak, S. (1993) Panini and Computer Science. Annals of the Bhandarkar Oriental Research Institute, vol. 72, pp. 79–94.
- Bod, Rens (2013), A New History of the Humanities: The Search for Principles and Patterns from Antiquity to the Present, Oxford University Press, ISBN 978-0-19-966521-1
- Bronkhorst, Johannes (2016), How the Brahmins Won: From Alexander to the Guptas, BRILL, ISBN 9789004315518
- Bronkhorst, Johannes (2019), A Śabda Reader: Language in Classical Indian Thought, Columbia University Press, ISBN 9780231548311
- Cardona, George (1997) [1976], Pāṇini: A Survey of Research, Motilal Banarsidass, ISBN 978-81-208-1494-3
- Coward, Harold G. (1990). The Philosophy of the Grammarians, in Encyclopedia of Indian Philosophies Volume 5 (Editor: Karl Potter). Princeton University Press. ISBN 978-81-208-0426-5.
- Carter, George F.;  . (1979). „On Mundkur on Diffusion”. Current Anthropology. 20 (2): 425—428. doi:10.1086/202297.
- Ingerman, Peter Zilahy (mart 1967). „"Pāṇini-Backus Form" Suggested”. Communications of the ACM. 10 (3): 137. doi:10.1145/363162.363165. Ingerman suggests that the then-called Backus normal form be renamed to the Pāṇini–Backus form, to give due credit to Pāṇini as the earliest independent inventor.
- Kadvany, John (8. 2. 2008). „Positional Value and Linguistic Recursion”. Journal of Indian Philosophy. 35 (5–6): 487—520. CiteSeerX 10.1.1.565.2083 . doi:10.1007/s10781-007-9025-5.
- Kiss, Tibor (2015). Syntax - Theory and Analysis. Walter de Gruyter. ISBN 978-3-11-037740-8.
- Lidova, Natalia (1994), Drama and Ritual of Early Hinduism, Motilal Banarsidass, ISBN 978-81-208-1234-5
- Locjtfeld, James G. (2002a), The Illustrated Encyclopedia of Hinduism: A-M, The Rosen Publishing Group, ISBN 978-0-8239-3179-8
- Misra, Kamal K. (2000), Textbook of Anthropological Linguistics, Concept Publishing Company
- Prince, Alan; Smolensky, Paul (15. 4. 2008). Optimality Theory: Constraint Interaction in Generative Grammar. John Wiley & Sons. ISBN 978-0-470-75939-4.
- T. R. N. Rao. Pāṇini-backus form of languages. 1998.
- Scharfe, Hartmut (1977), Grammatical Literature, Otto Harrassowitz Verlag, ISBN 978-3-447-01706-0
- Staal, Frits (april 1965), „Euclid and Pāṇini”, Philosophy East and West, 15 (2): 99—116, JSTOR 1397332, doi:10.2307/1397332
- Staal, Frits (1996), Ritual and Mantras: Rules Without Meaning, Motilal Banarsidass, ISBN 978-8120814127
- Tiwary, Kapil Muni 1968 Pāṇini's description of nominal compounds, University of Pennsylvania doctoral dissertation, unpublished.
- Vergiani, Vincenzo (2017), „Bhartrhari on Language, Perception, and Consciousness”,  Ур.: Ganeri, Jonardon, The Oxford Handbook of Indian Philosophy, Oxford University Press
- Witzel, Michael (2009), „Moving Targets? Texts, language, archaeology and history in the Late Vedic and early Buddhist periods”, Indo-Iranian Journal, 52 (2–3): 287—310, doi:10.1163/001972409X12562030836859
- Joshi, Shivram Dattatray; Roodbergen, J. A. F. (1991). The Aṣṭādhyāyī of Pāṇini with Translation and Explanatory Notes (на језику: санскрит и енглески). 4. Sahitya Akademi. ISBN 978-81-7201-166-6. Приступљено 21. 12. 2024. Недостаје |last2= у Authors list (помоћ)
- Vasu, Chandra (1897c). The Aṣṭādhyāyī of Pāṇini with Translation and Explanatory Notes (на језику: санскрит и енглески). 6—8. Benares. Приступљено 21. 12. 2024.

Pāṇini
- O'Connor, John J.; Robertson, Edmund F. „Panini”. MacTutor History of Mathematics archive. University of St Andrews. 2000.

## Spoljašnje veze
- Ashtadhyayi - A comprehensive reference All the rules of Ashtadhyayi along with important commentaries.
- PaSSim – Paninian Sanskrit Simulator simulates the Pāṇinian Process of word formation
- The system of Panini
- Ganakastadhyayi, a software on Sanskrit grammar, based on Pāṇini's Sutras
- Forizs, L. Pāṇini, Nāgārjuna and Whitehead – The Relevance of Whitehead for Contemporary Buddhist Philosophy Архивирано на веб-сајту  (18. фебруар 2022)
- The Astadhyayi of Panini, with the Mahabhashya and Kashika commentaries, along with the Nyasa and Padamanjara commentaries on the Kashika. (PDF) Sanskrit.
- Pāṇinian Linguistics Архивирано на веб-сајту  (30. октобар 2020)